# Carl Christoph Kopp
Carl Christoph Kopp (eigentlich Johann Christoph Friedrich Kopp; * 20. Dezember 1795 in Molsdorf; † 10. Oktober 1866 in Gotha) war ein gothaischer Jurist und Parlamentarier.

## Leben
Carl Christoph Kopp studierte ab 1815 Rechtswissenschaften an der Georg-August-Universität Göttingen. Zu Beginn des Studiums wurde er Mitglied des Corps Brunsviga Göttingen. Nach dessen Abschluss trat er in den Dienst des Herzogtums Gotha. Er wurde Hofadvokat und Amtsakzessist in Ichtershausen und anschließend Amtscommissair beim Justizamt Liebenstein. 1836 wurde er zum Assessor mit Sitz und Stimme beim Herzoglichen Justizkollegium in Gotha ernannt und in der Folge zum Regierungs- und Justizrat und 1855 zum Justizdirektor befördert. 1858 wurde er zum Präsidenten des neu geschaffenen Herzoglichen Appellationsgerichts für die Herzogtümer Coburg und Gotha mit Sitz in Gotha berufen.
Zusammen mit Dietrich von Stein verfasste er einen Entwurf für die Verfassung von Sachsen-Gotha. Er gehörte der vom gemeinschaftlichen Landtag des Herzogtums Sachsen-Coburg und Gotha gewählten Kommission zur Entscheidung von Kompetenzkonflikten zwischen Verwaltungs- und Gerichtsbehörde nach § 142 des Staatsgrundgesetzes an. 1850 war er Mitglied des Volkshauses des Erfurter Unionsparlaments.

## Auszeichnungen
- Ernennung zum Geheimen Justizrat, 1852
- Ritter 1. Klasse des Herzoglich Sachsen-Ernestinischen Hausordens, 1856